# Đồi

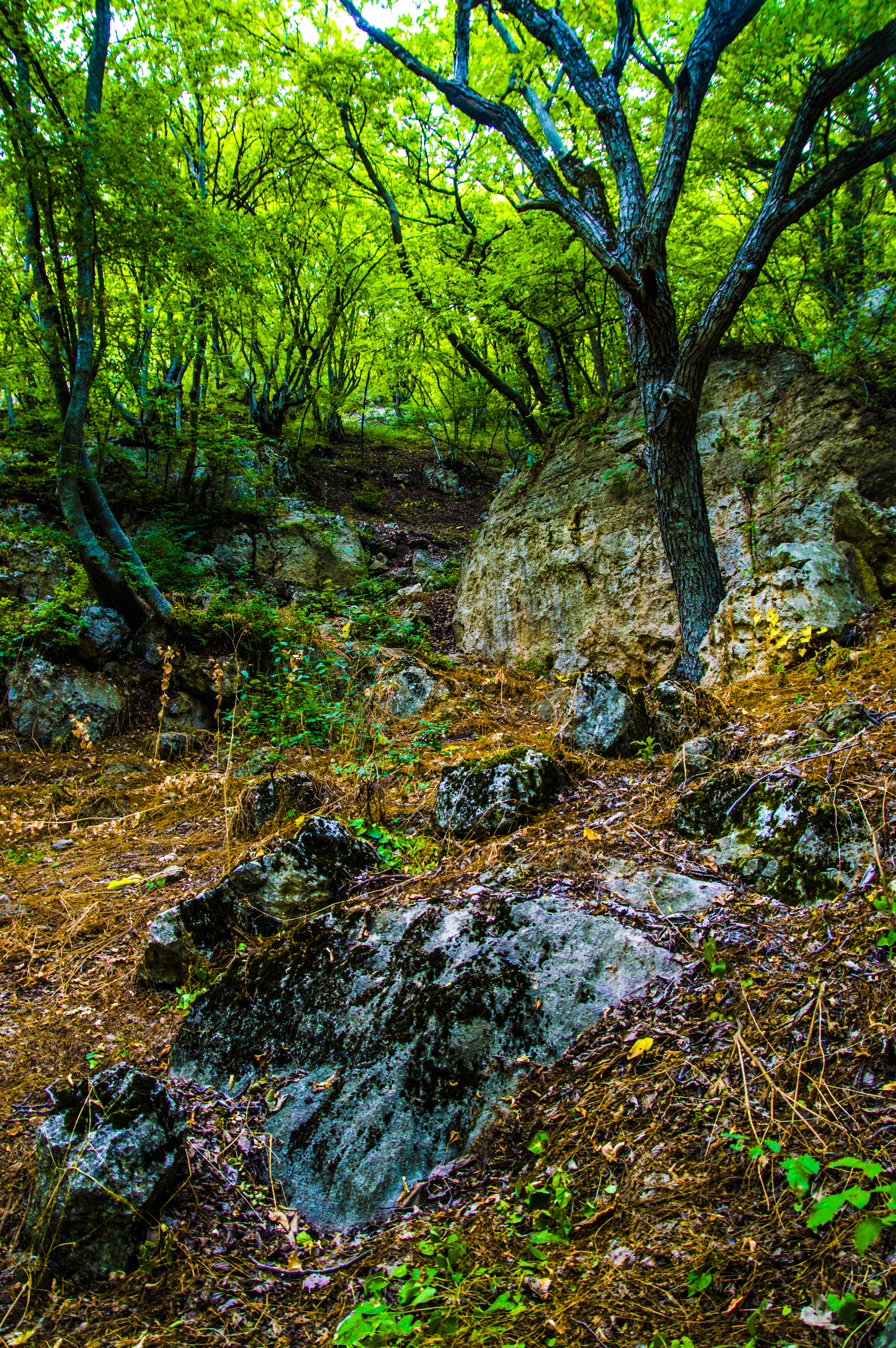
Một ngọn đồi giữa rừng ở Armenia

Đồi là một dạng địa mạo được hình thành qua quá trình phong hóa, bóc mòn từ núi. Đá mẹ thường là loại chịu ảnh hưởng mạnh của phong hóa như đá trầm tích cơ học, magma. Đồi thường có độ dốc nhỏ, thoải và có lượng tàn tích cơ học cao đẫn đến sự có mặt phổ biến của các loại cây và sinh vật. Giữa miền núi và bình nguyên (đồng bằng) thường có một vùng chuyển tiếp, gọi là trung du. Vùng này có nhiều đồi. Đồi là một dạng địa hình nhô cao, có đỉnh tròn, sườn thoải, đồi ít khi đứng riêng lẻ mà thường hay tập trung thành vùng.